# Funzioni di Weber
In matematica, le funzioni di Weber sono funzioni speciali introdotte da Heinrich Friedrich Weber nel 1879, soluzioni dell'equazione di Bessel non omogenea. Sono una combinazione lineare delle funzioni di Anger per {\displaystyle \nu } non intero, mentre sono combinazione lineare delle funzioni di Struve se {\displaystyle \nu } è intero.

## Definizione
Le funzioni di Weber {\displaystyle \mathbf {E} _{\nu }(z)} hanno la forma:
{\displaystyle \mathbf {E} _{\nu }(z)={\frac {1}{\pi }}\int _{0}^{\pi }\sin(\nu \theta -z\sin \theta )}
e sono soluzioni dell'equazione differenziale ordinaria lineare del secondo ordine non omogenea:
{\displaystyle z^{2}{\frac {d^{2}w}{dz^{2}}}+z{\frac {dw}{dz}}+(z^{2}-\nu ^{2})w=-{\frac {z+\nu }{\pi }}-{\frac {(z-\nu )\cos(\nu \pi )}{\pi }}}
È possibile esprimere le funzioni di Weber con le funzioni di Lommel:
{\displaystyle \mathbf {E} _{\nu }(z)=-{\frac {1+\cos \nu \pi }{\pi }}s_{0,\nu }(z)-{\frac {\nu (1-\cos \pi \nu )}{\pi }}s_{-1,\nu }(z)}
e con le funzioni di Anger:
{\displaystyle \sin(\nu \pi )\mathbf {E} _{\nu }(z)=-\cos(\nu \pi )\mathbf {J} _{\nu }(z)+\mathbf {J} _{-\nu }(z)}
Per {\displaystyle \nu } intero, la somma de la funzione di Weber {\displaystyle \mathbf {E} _{\nu }(z)} e la funzione di Struve {\displaystyle H_{\nu }(z)} è un polinomio.  